# Acadèmia Hanlin
L'acadèmia Hanlin (xinès: 翰林院, pinyin: Hànlín Yuàn, literalment "cort de raspall de fusta") era una institució acadèmica i administrativa fundada l'any 738 en el segle viii de la Dinastia Tang de la Xina per l'Emperador Xuanzong.
El grup de membres a l'Acadèmia es limitava a un selecte grup d'acadèmics, que realitzaven tasques de secretaria i literària de la cort. Una de les seves principals funcions era la de decidir-se en la interpretació dels clàssics confucians. Açò va ser la base dels exàmens imperials, que els buròcrates aspirants havien de passar per assolir llocs d'alt nivell. Els pintors que treballaven per la cort també s'unien a l'acadèmia.

## Membres de l'acadèmia
Entre els acadèmics de Hanlin hi havia:
- Li Bai (701-762), poeta[1]
- Bai Juyi (772–846), poeta
- Yan Shu (991-1055) poeta.
- Ouyang Xiu (1007–1072) historiador.
- Shen Kuo (1031-1095), canceller.
- Su Shi (1037-1101) escriptor.
- Zhang Zeduan (1085 - 1145) pintor.
- Zhao Mengfu (1254-1322) pintor, poeta.
- Xu Guanqi (1562-1633) científic.
- Ni Yuanlu (1593-1644) cal·lígrag.
- Ji Yun (1727-1805) polític.
- Yao Nai (1731-1815) poeta.
- Ruan Yuan (1764-1849), polític i tutor imperial.
- Zeng Guofan (1811-1872) polític.
- Weng Tonghe (1830—1904), tutor imperial.
- Cai Yuanpei (1868–1940), educador.